# Klostret i Sendomir
Klostret i Sendomir (en suec El monestir de Sendomir) és una pel·lícula muda dramàtica sueca del 1920 dirigida per Victor Sjöström, basada en una història breu de Franz Grillparzer de 1828. Fou estrenada al Regne Unit com The Secret of the Monastery. Un any abans es va estrenar una adaptació alemanya, Das Kloster von Sendomir, dirigida per Rudolf Meinert.

## Argument
La part principal de la pel·lícula és explicada en un flashback d'un monjo a dos nobles visitants en el seu camí cap a Varsòvia al segle xvii. Els explica com un poderós comte anomenat Starschensky va governar una vegada Sendomir (Sandomierz), però després d'una intriga en què la seva dona va ser infidel amb el seu propi cosí, va haver d'utilitzar tots els seus recursos per construir el monestir on s'allotgen ara. Al final es revela que el monjo és de fet el mateix Starschensky.

## Repartiment
- Tore Svennberg com el comte Starschensky
- Tora Teje com a Elga
- Richard Lund com a Oginsky
- Renee Björling com a Dortka
- Albrecht Schmidt com a gerent
- Gun Robertson com la filla de Starschensky
- Erik A. Petschler com a noble
- Nils Tillberg com a noble
- Gustaf Ranft com a abat
- Yngwe Nyquist com a Servent
- Axel Nilsson com a frare
- Jenny Tschernichen-Larsson l'esposa del miner del carbó
- Emil Fjellström com a frare